# Diaphorus tridentatus
Diaphorus tridentatus är en tvåvingeart som beskrevs av Yang och Saigusa 2000. Diaphorus tridentatus ingår i släktet Diaphorus och familjen styltflugor.
Artens utbredningsområde är Sichuan (Kina). Inga underarter finns listade i Catalogue of Life.